# George-V.-Land

George-V.-Land (rot)

George-V.-Land ist ein Segment der Antarktis, das zum Australischen Antarktis-Territorium gehört und landeinwärts der George-V.-Küste liegt. Wie auch andere Segmente der Antarktis wird es durch zwei Längengrade, 142°02' E und 153°45' E, und durch den 60°S-Parallel definiert.
Diese Region wurde erstmals von Mitgliedern der Main Base Party der Australasiatischen Antarktisexpedition (1911–1914) unter Douglas Mawson erforscht, der sie nach König Georg V. von Großbritannien benannte.